# Oestridae
Oestridae (tiếng Anh:Botfly) là một họ các loại ruồi khác nhau mà ấu trùng của chúng là loài ký sinh trong của động vật có vú, một số loài phát triển trong thịt của vật chủ và một số khác sẽ ký sinh trong ruột. Trong tiếng Anh, từ "bot" trong ý nghĩa này có nghĩa là một sâu non.

## Đặc điểm
Mỗi con ruồi có vòng đời rất khác nhau tùy theo loài, nhưng ấu trùng của tất cả các loài đều là ký sinh trùng trong của động vật có vú. Ấu trùng của một số loài phát triển trong thịt của vật chủ của chúng, trong khi một số những con khác phát triển trong những vùng tiêu hóa của vật chủ. Dermatobia hominis, là loài duy nhất có ấu trùng thường ký sinh con người.
Chúng sống ngay dưới da của nạn nhân, và công việc hàng ngày của một chúng là ăn liên tục không ngừng và sản sinh ra những con con tiếp theo. Đây thực sự là một sinh vật phàm ăn, chúng sẽ ăn thịt bất cứ phần cơ thể nào của sinh vật chủ mà nó đang sống. Đặc biệt khi loài ấu trùng này phát triển trong não.